# Frankenstein
A Frankenstein, avagy a modern Prométheusz (Frankenstein; or, The Modern Prometheus) Mary Shelley regénye. A történet sajátos jegyei folytán az irodalmon és a populáris kultúrán keresztül meghatározta a horrortörténetek és -filmek egy teljes műfaját. Mary Shelley 19 évesen írta és először névtelenül publikálta Londonban.
Mary Shelleynek ez az első műve (megjelent 1818-ban), amit lefordítottak magyarra. A fordítás Göncz Árpád munkája, 1977-ből.
Én jót akartam, és jó voltam. A nyomorúság faragott belőlem démont. Tégy boldoggá, s megint erényes leszek.

## A történet
|  | Alább a cselekmény részletei következnek! |

A cselekmény egy keretelbeszélésbe ágyazódik, amely Victor Frankenstein kémiával és matematikával foglalkozó tehetséges genfi ifjú utolsó útját meséli el. A narrátor Walton kapitány, aki a mű elején és végén bukkan fel.
Victor nem mágus és nem bír természetfeletti erővel, a tudomány elkötelezett híve. Azonban a könyv nem ad választ arra miként ad életet a halottnak. Victor Walton kapitánynak azt mondja, ezt nem fedheti fel mert őt is romlásba döntötte. A későbbi filmekkel ellentétben nem említi a könyv az elektromosságot sem azt, hogy több holttestből rakta volna össze. Csupán azt jegyzi meg többször, hogy a teremtmény látása iszonyatos volt és erősebbre, mozgékonyabbra alkotta, mint egy átlagembert.
A lény fázik és fél, nem érti az őt körülvevő világot – „az eredendő bűn nélküli” lény Frankenstein köpenyében elbújik a bajor erdőkben. Egy kis család életének lesz néma kísérője, tanul tőlük és a szívébe fogadja őket, amikor biztos benne, hogy nem láthatják őt, igyekszik megkönnyíteni az életüket kivételes fizikumával. Hosszas tépelődést követően felfedi magát az emberek előtt, reméli, hogy befogadják, ők azonban megrémülnek tőle és elkergetik. Életútját további tragédiák és megalázások szegélyezik, egy gyilkosságot is elkövet, bár akaratlanul. Végül a köpeny zsebében talált notesz segítségével felkeresi teremtőjét, hogy a szeretetéért-kegyéért folyamodjon. Frankenstein beleegyezik, hogy egy női lényt alkosson neki, aki a társa lehet magányában, de később megmásítja az ígéretét és félbeszakítja a munkáját.
A lény dühében bosszút fogad, most már szántszándékkal öl: méghozzá Frankenstein legjobb barátját, Clervalt, majd ő tesz ígéretet teremtőjének, hogy jelen lesz a nászéjszakáján. Így is tesz, minden elővigyázatosság ellenére elpusztítja a fiatalasszonyt (aki Victor mostohatestvére). Vad hajsza veszi kezdetét. Frankenstein az Északi-sarkig követi teremtményét, de mielőtt újra találkoznának, a végkimerülés végez vele a jég között rekedt hajón.
|  | Itt a vége a cselekmény részletezésének! |

## Keletkezésének körülményei
Mary Wollstonecraft Godwin, és Percy Bysshe Shelley, a Genfi-tó környékére látogatott Lord Byronhoz Svájcba. Az időjárás azon a nyáron túl hideg volt, hogy a külső szabadidő-tevékenységeket élvezhessék, ezért Byron kihívta Shelleyéket és magánorvosát, John William Polidorit, egy „költői versenyre”: az nyer, aki a legijesztőbb történetet alkotja meg.
Ezt, ezeket az estéket eleveníti meg Ken Russell Gótika, avagy a szellem éjszakája (1986) című filmje.
Mary ötlete egy rémálom, vagy lidércnyomás hatására fogant, amelyben egy „istentelen” tudományt tanulmányozó sápadt diákot látott térdelni a dolog mellett, amit összeállított.
Polidori ugyanerre az alkalomra írta A vámpír (The Vampyre; 1819) című történetét, a romantikus vámpírtörténeteket megelőző egyik alapművet.

## A nevek eredete

### A lény
Mary Shelley szörnye fejlődő teremtmény, tanul mások viselkedéséből – előbb tudományt, majd gonoszságot. Kérdéseket tesz fel a világra és magára vonatkozóan. Kutatja ki ő, honnét ered, és miért más mint a többi ember.
Az írónő sokatmondóan nem ruházta fel névvel, finoman utalva, hogy a névvel, apával és anyával rendelkező emberek között a lény senki – innét (is) eredhet, hogy sokan, akik nem ismerik első kézből a regényt, összekeverik a szörnyet Victor Frankensteinnel. A későbbiek során az adaptációk még inkább összekuszálták a két személy különállását, mivel már címükben sem fordítottak gondot a pontos fogalmazásra, így a Bride of Frankenstein című horrorfilm 1935-ből, vagy az Abbott and Costello Meet Frankenstein, 1948-as vígjáték-horror.
A szörny eredendően nem volt rossz, sőt, megaláztatásai és megpróbáltatásai után is készen állt, hogy elfogadja urának azt, aki életre hívta, bár Victor maga nem sok felelősséget érzett a teremtménye iránt, s végül ez a hanyagság okozta, hogy a lény a gonoszság felé fordult.

### Victor
A név egy lehetséges eredete John Milton Elveszett paradicsom (1667) című drámai elbeszélő költeménye, ami oly nagy hatást gyakorolt az írónőre, hogy egy rövid idézete szerepel is a történetben. Milton gyakran utal fent említett munkájában Istenre, mint „a Győztes” (tehát: the Victor, lásd a keresztnév magyar jelentéseit), és Mary Shelley valóban úgy festette le Victort, mint aki Istent játszik, életet teremtve.
Továbbvíve ezt a hasonlatot: a szörny inkább az Elveszett paradicsom Sátánjához hasonlít, s amint a lény említi is egyszer a történetben, ő maga szimpatizál a bukott angyallal.
Victor ezen kívül Percy Shelley egy írói álneve volt 
. Spekuláció tárgya, hogy Victor Frankenstein eleven modellje mennyire lehetett Percy Shelley maga, aki szívesen kísérletezett puskaporral és elektromossággal, és akinek oxfordi szobáját megtöltötték a tudományos berendezések.

### Frankenstein

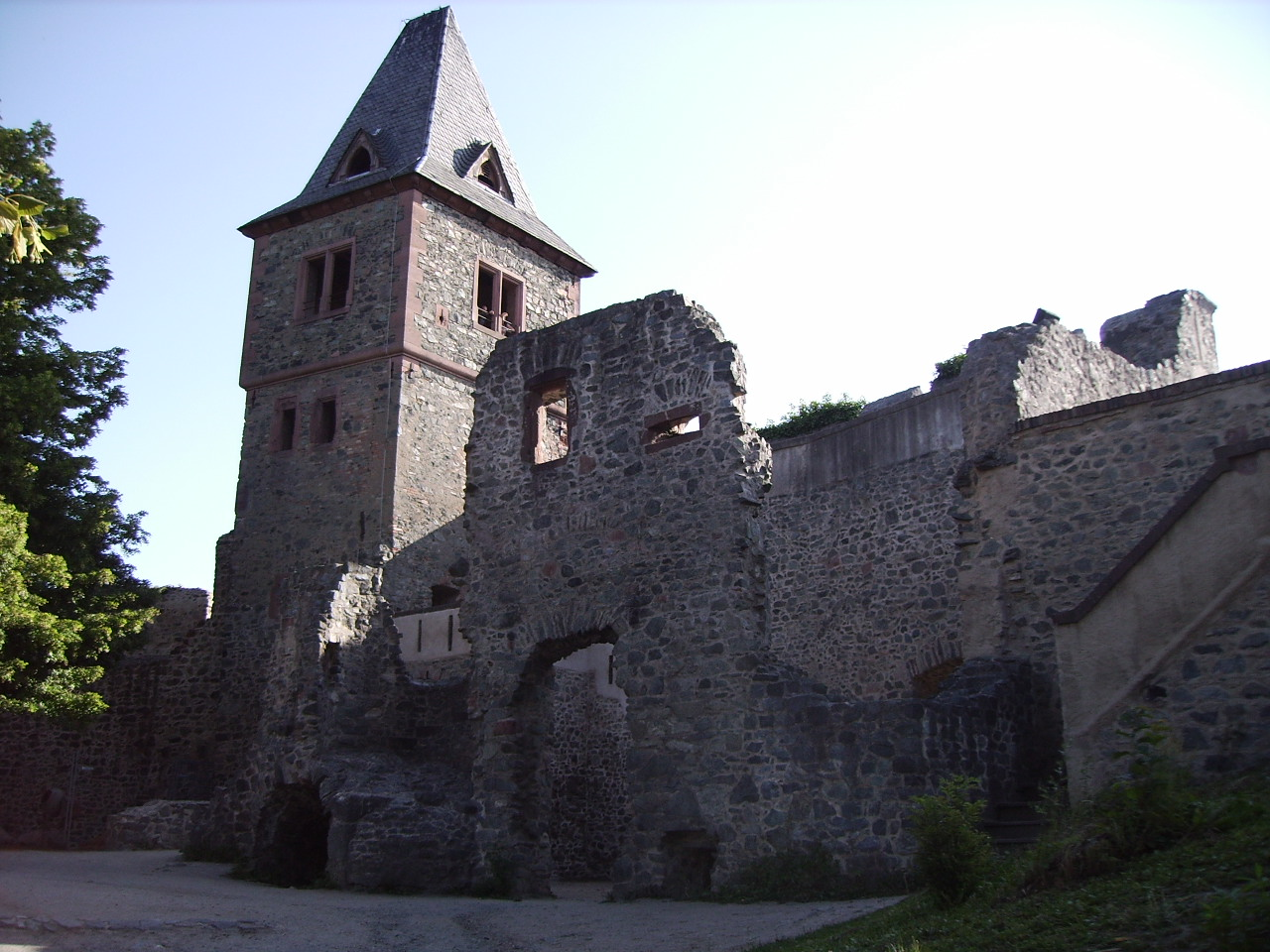
A Burg Frankenstein

Mary Shelly mindig is azt állította, hogy a Frankenstein nevet az álma sugallta neki. A német nyelvben a szó jelentése „a frankok köve”, de a „frank” jelentése az is, hogy „szabad”, abban az értelemben, hogy nem birtokolják (az angolban: not being subject to).
A Frankenstein egy közönséges családnév Németországban.
Frankenstein a német neve Ząbkowice Śląskie-nak, egy Sziléziában fekvő városnak. Közel Darmstadthoz létezik egy Frankensteinnek hívott város és egy Burg Frankenstein nevű vár.
Radu Florescu könyvében, az In Search of Frankensteinben („Frankenstein nyomában”) azt állítja, hogy Mary és Percy Shelley meglátogatták ezt a németországi Frankenstein-várat (ez a Burg Frankenstein, egy nemesi család nevét viseli, a von Frankensteinekét), ahol az alkimista Konrad Dippel kísérletezett emberi testekkel, de Mary nem erősítette meg ezt, hogy fenntartsa a műve eredetiségét.

### „Modern Prométheusz”
A modern Prométheusz a regény alcíme (habár néhány kiadó a címlapon meg sem jeleníti). Prométheusz a görög mitológia egy alakja volt, egy a titánok közül, az a lázadó, aki ellopta az istenektől tüzet és odaadta az embereknek. Zeusz ezért örökké tartó büntetésre ítélte egy sziklához láncolta, ahol egy keselyű mindennap a máját marcangolta, ami másnapra visszanőtt.
Prométheusz a római mitológiában is megjelenik, de teljesen más történetben: itt olyan férfit készít, akit agyagból és vízből teremtettek.
Mary Shelley számára Prométheusz nem hős, hanem gonosztevő volt, aki az emberiséget a húsevés bűnére csábította, a vadászatra és a gyilkolásra.

## Félreértések és tévedések
- Sokan, akik csak hallomásból ismerik a művet úgy hiszik, hogy Frankenstein a szörny neve, holott az Victor vezetékneve. A lény valójában nem kapott nevet. Felváltva illették a „teremtmény” (the creature), a „gonosz lélek-ördög” (the fiend), a „démon” (the dæmon) és a „nyomorult” (wretch) kifejezésekkel.
- A különböző feldolgozásokban elveszett a mű filozófiai mondanivalója, a magányt és a kirekesztettséget elemző lélektana és a német „Bildungsromannak” nevezett regény sajátossága és a lényt, mint lélektelen zombit mutatják be (ennek ellenére a Boris Karloff főszereplésével készült filmfeldolgozásokban a színész játékával képes visszaadni a lény kitaszítottságát és képes egyfajta sajnálatot ébreszteni a nézőben). A Bildungsroman különös hangsúlyt helyez arra, hogy a szereplő (lelki) fejlődését szoros kapcsolatba hozza műveltsége gyarapodásával. Például mikor a rém a német falucska egyik csűrjében lapulva lassacskán megérti a „vendéglátói” világát. Előbb a puszta szavakat sajátítja el (a szörny első felfogott szavai az emberi világból apa, Felix, Agatha), majd az átszűrődő felolvasások révén maga is szert tesz egy olyan kultúrára (többek között megismeri Milton Elveszett paradicsomát), amit alkotójától sosem kapott volna meg. Érzelmei párhuzamos fejlődést mutatnak: a szörny megszereti a családot és segíteni akar nekik.

## Magyarul
- Frankenstein; ford. Göncz Árpád, utószó Kuczka Péter; Kozmosz, Bp., 1977 (Kozmosz Fantasztikus Könyvek) ISBN 963-211-213-X
- Frankenstein vagy A modern Prométheusz; ford. Göncz Árpád; Szukits, Szeged, 1995 (Gothic) ISBN 963-8199-70-9
- Frankenstein, avagy a modern Prométheusz; ford. Péter Ágnes; Jelenkor, Pécs, 2022 ISBN 9789635181766

## Adaptációk
Az eredeti Frankenstein-történet több száz adaptációt ért meg a legkülönfélébb médiumokon keresztül. Készült belőle opera, színmű, musical, képregény, rádiójáték, film, a legváltozatosabban kezelve a mű által kiemelhető hangsúlyokat. Így például míg a legtöbb feldolgozásban a Victor és Elizabeth közötti vérfertőzés ténye szinte eltűnik, addig Kenneth Branagh 1994-es filmadaptációjában Shelley regényénél is jelentősebb szerepet kap. De számos különböző értelmezést tesz lehetővé a kreatúra lelkivilágának eltérő ábrázolása, vagy hogy a kibontás során Frankenstein vagy teremtménye kap nagyobb nyomatékot. Így Mundruczó Kornél Frankenstein-terv (2007) című feldolgozása egy a Shelley-mű alapgondolatát a 21. századba átültető alternatív színházi előadás, ami 2009-ben a Proton Színház alapító előadása lett és amiből 2010-ben filmadaptáció is készült.
E mellett alapjául szolgált a tiltott tudományos határátlépéseket tárgyaló műveknek mind a sci-fi, mind pedig a horror műfajából.